# Partido de Acción y Solidaridad
El Partido de Acción y Solidaridad (PAS; en rumano: Partidul Acțiune Solidi Solidaritate; en ruso: Партия «Действие и солидарность») es un partido político liberal proeuropeo en la República de Moldavia. El PAS está dirigido por la presidenta de Moldavia, Maia Sandu. El partido se constituyó por asociación voluntaria de ciudadanos.

## Resultados electorales

### Elecciones parlamentarias
| Año de elección                               | Votos   | Porcentaje | Escaños | Variación | Posición         |
| --------------------------------------------- | ------- | ---------- | ------- | --------- | ---------------- |
| Elecciones parlamentarias de Moldavia de 2019 | 380.181 | 26,84%     | 15/101  |           | Coalición        |
| Elecciones parlamentarias de Moldavia de 2021 | 774.754 | 52,80%     | 63/101  | 48        | Mayoría absoluta |